# Печек Ігнац
Ігнац Пе́чек (нім. Ignaz Petschek; 14 червня 1857, Колін — 15 лютого 1934, Усті-над-Лабем) — богемський підприємець єврейського походження, банкір, торговець вугіллям і промисловець.

## Життєпис
Народився в сім'ї єврейського лихваря Мойсея Печека.
З 1874 навчався на банківського працівника в Празькому банківському об'єднанні і потім отримав посаду на цукровому заводі в Лоуні. Заводська залізнична гілка також використовувалася для реалізації бурого вугілля, що надходив із Північно-Богемського вугільного басейну. Працюючи в ауссізькій конторі цукрового заводу, Печек оцінив зростаючу цінність вугілля і в 1880 звільнився, щоб самостійно зайнятися вугільним бізнесом. Спочатку він виконував комісіонерські функції, обзавівся зв'язками і з 1882 тісно співпрацював з віденським Англо-Австрійським банком.
До 1892 збільшив в 10 разів обсяги видобутку вугілля на шахтах, що належали банку в Північній Богемії.
На рубежі століть володів контрольним пакетом акцій кількох вугільних шахт. Разом зі старшим братом Юліусом Печеком він придбав значну частину буровугільних розробок під Мостом, а з 1920 був співвласником банківського будинку «Пічок і Ко.» в Празі.
Після Першої світової війни брати Печеки збільшили свої володіння в Центрально-Німецькому буровугільному районі та придбали контрольні пакети акцій вугледобувних підприємств поблизу Мойзельвіца, Розіца та Борни.
У 1926 вони стали мажоритарними акціонерами ще кількох вугільних компаній у Німеччині.
До 1932 у власності Печеків перебувало понад половину розробок бурого вугілля у Центральній Німеччині. Незабаром Печеки також домінував у Нижньлужицькому буровугільному районі.
Після смерті Ігнаца Печека наприкінці 1930-х власність його сім'ї в Третьому рейху зазнала націоналізації.
Після закінчення Другої світової війни у радянській зоні окупації Німеччини буровугільні підприємства було переведено у громадську власність.
Після мирної революції в НДР у 1990-і спадкоємці Печеков намагалися отримати компенсацію за збитки у розмірі 400 млн німецьких марок.